# Strażnica Straży Granicznej w Szudziałowie
Strażnica Straży Granicznej w Szudziałowie – nieistniejąca obecnie graniczna jednostka organizacyjna Straży Granicznej realizująca zadania bezpośrednio w ochronie granicy państwowej z Republiką Białorusi.

## Formowanie i zmiany organizacyjne
Strażnica Straży Granicznej w Szudziałowie (Strażnica SG w Szudziałowie) utworzona została 3 października 2003 roku w miejscowości Szudziałowo, zarządzeniem Komendanta Głównego Straży Granicznej, w strukturach Podlaskiego Oddziału Straży Granicznej , po przejęciu części odcinka granicy państwowej od strażnicy SG w Krynkach.
Obiekt strażnicy składał się z budynku głównego (spełniającego funkcję administracyjną), budynku garażowego z sześcioma boksami oraz bloku z ośmioma mieszkaniami dla kadry. Całość posiadała m.in. własną kotłownię olejową oraz agregat prądotwórczy. W budynku strażnicy wyodrębnione zostały strefy bezpieczeństwa zgodnie ze standardami obowiązującymi w Unii Europejskiej. Strażnica posiadała nowoczesny system łączności IP oraz dostępy ISDN, co zapewniało bardzo dobrą jakość łączności. Strażnica została wyposażona również w sieć teleinformatyczną oraz urządzenia zabezpieczające łączność radiową.
Jako Strażnica Straży Granicznej w Szudziałowie funkcjonowała do 23 sierpnia 2005 roku i 24 sierpnia 2005 roku Ustawą z 22 kwietnia 2005 roku O zmianie ustawy o Straży Granicznej... została przekształcona na Placówkę Straży Granicznej w Szudziałowie (PSG w Szudziałowie) .

## Ochrona granicy
Strażnica SG w Szudziałowie ochraniała odcinek granicy państwowej polsko-białoruskiej o długości ok. 15,3 km. 

### Wydarzenia
- 2002 – czerwiec, rozpoczęto prace nad budynkiem strażnicy. Koszt inwestycji (z wyposażeniem) wyniósł około 4,1 mln zł[3].
- 2003 – 3 października Minister Spraw Wewnętrznych i Administracji Krzysztof Janik uczestniczył w otwarciu strażnicy Straży Granicznej w Szudziałowie[3].

### Sąsiednie graniczne jednostki organizacyjne
- Graniczna Placówka Kontrolna SG w Kuźnicy ⇔ Strażnica SG w Krynkach – 03.10.2003 roku[3].

## Komendanci strażnicy
- mjr SG/ppłk SG[b] Jan Doroszkiewicz[4] (03.10.2003–23.08.2005) – do przeformowania.